# Eberhard von Hodenberg
Eberhard Freiherr von Hodenberg (* 17. April 1955 in Bochum) ist ein deutscher Mediziner.

## Leben
Eberhard Freiherr von Hodenberg besuchte das Graf-Engelbert-Gymnasium Bochum und die Catlin-Gabel-School in Portland, Oregon, und legte er 1973 in Bochum das Abitur ab. Ab 1975 studierte er Medizin an der Universität Nantes, von 1976 bis 1979 an der Universität Erlangen und von 1979 bis 1982 an der Ruprecht-Karls-Universität Heidelberg. 1982 legte er in Heidelberg das medizinische Staatsexamen ab und erhielt seine Approbation als Arzt. Im gleichen Jahr wurde er mit einer Arbeit zum Thema Quantifizierung menschlicher Apolipoproteine, Untersuchungen zur Genese der Hyperlipoproteinämie Typ I mit dem Prädikat magna cum laude promoviert.
Im Anschluss war er bis 1984 mit einem Stipendium der Deutschen Forschungsgemeinschaft (DFG) an der La Jolla Division of Metabolism and Endocrinology der University of California, San Diego (UCSD), unter Daniel Steinberg tätig. Von 1984 bis 1986 war er wissenschaftlicher Assistent an der Abteilung I der Medizinischen Universitätsklinik Heidelberg unter Gotthard Schettler, im Anschluss an der Abteilung III unter Wolfgang Kübler. Hier schloss er 1991 die Facharztausbildung für Innere Medizin ab und wurde 1992 zum Oberarzt ernannt. Im gleichen Jahr habilitierte er sich mit einer Arbeit zum Thema Untersuchungen zum Lipidstoffwechsel von Makrophagen: Schaumzellbildung in der Arterienwand und Lipidmobilisierung aus Makrophagen. Im Jahr 1994 erlangte er die Teilbereichsbezeichnung für Kardiologie und wurde als Chefarzt an die Klinik für Innere Medizin, Kardiologie und Angiologie des Mediclin-Herzzentrums in Lahr/Schwarzwald berufen. Seit 1999 ist Eberhard von Hodenberg neben seiner Tätigkeit in Lahr außerplanmäßiger Professor an der Medizinischen Fakultät der Universität Heidelberg.
Er ist seit 2004 Mitglied der FDP und Mitglied des Kreistages im Ortenaukreis.

## Schriften
Als Autor
- Quantifizierung menschlicher Apolipoproteine, Untersuchungen zur Genese der Hyperlipoproteinämie Typ I. 1981 (Dissertation, Universität Heidelberg, 1982).
- Untersuchungen zum Lipidstoffwechsel von Makrophagen: Schaumzellbildung in der Arterienwand und Lipidmobilisierung aus Makrophagen. 1992 (Habilitationsschrift, Universität Heidelberg, 1993).
- mit Hans-Christoph Diener: Herzinfarkt und Schlaganfall: Prophylaxe und Akuttherapie Thieme, Stuttgart 2000, ISBN 3-13-105521-9; 2., überarbeitete und erweiterte Auflage 2003, ISBN 3-13-105522-7.

Als Herausgeber
- Einfluß von Lovastatin auf die Progression der koronaren Atherosklerose bei Patienten mit koronarer Herzkrankheit. Eckardt, Berlin 1996.
- mit Jürgen Ennker: Herzkreislauferkrankungen: Gesichertes, Kontroversen, Perspektiven in der Kardiologie und Herzchirurgie (= Zeitschrift für Kardiologie. Bd. 89, Suppl. 7). Steinkopff, Darmstadt 2000.